# Ꞩ
Ꞩ (minuskule ꞩ nebo dlouhá forma ẜ) je písmeno latinky, které se nazývá přeškrtnuté S. Používá se v indiánských jazycích luiseño, cupeño a juaneño, kterými se mluví v Kalifornii. V minulosti se Ꞩ používalo také v lužické srbštině a v ugrofinských jazycích mansijštině a chantyjštině. V lotyštině se v minulosti ẜ používalo ve spřežce ẜch místo písmene Š.
V Unicode mají písmena Ꞩ, ꞩ a ẜ tyto kódy:
- Ꞩ U+A7A8
- ꞩ U+A7A9
- ẜ U+1E9C